# Agustín Llorca Ramírez
Agustín Llorca Ramírez (La Vila Joiosa, 1954) és un exbanquer espanyol, conegut per haver sigut director territorial d'Alacant de la Caixa d'Estalvis del Mediterrani (CAM).
Treballador del sector financier des de la dècada dels anys 70, Llorca fou director territorial d'Alacant des de 2001 fins 2011, quan fou nomenat director general adjunt de CAM.
Abans de la intervenció de la caixa, el juliol de 2011 es va anunciar la seua prejubilació, i posteriorment Llorca ha destacat al sector empresarial de l'alimentació, concretament a Sweet Challenge i Blue Gourmet Delicatessen.
Encara que no ha sigut investigat judicialment per la gestió de CAM, el Banc d'Espanya sí que ha sancionat Llorca com a conseller de la Societat de Garantia Recíproca (SGR) de la Comunitat Valenciana.